# Václav Němeček
Václav Němeček (* 25. ledna 1967, Hradec Králové) je bývalý český fotbalový záložník. Nastupoval za reprezentaci Československa a později za České republiky, dohromady odehrál v letech 1988 až 1996 60 zápasů a dal 6 gólů (za obě reprezentace). Studoval, ale nedostudoval Vysokou školu ekonomickou v Praze.

## Hráčská kariéra

### Klubová kariéra
Václav Němeček začal svou fotbalovou kariéru v mládežnických týmech FC Hradec Králové, kde i pod vedením trenéra Ladislava Škorpila se vypracoval až do A-týmu. Již v roce 1985 jako osmnáctiletý talent přestupuje do pražské Sparty, kde si velice rychle získal místo v základní sestavě. S týmem získal celkem 5 mistrovských titulů. V roce 1992 přestoupil do Toulouse FC, přestože se o něho zajímaly např. týmy Betis Sevilla, RSC Anderlecht či 1. FC Kaiserslautern. Na jihu Francie vydržel 3 sezóny, poté následoval přestup do švýcarského Servette Ženeva, krátký návrat do Sparty a fotbalovou kariéru zakončil ročním angažmá v čínském Dalian Shide.

### Reprezentace
Václav Němeček debutoval v národním dresu 27. dubna 1988 v domácím přátelském utkání proti SSSR, když nastoupil od začátku druhého poločasu za stavu 0:0. Utkání skončilo remízou 1:1. Poslední zápas, který odehrál v reprezentačním dresu, bylo semifinálové utkáni na ME 1996 proti Francii, které český tým rozhodl po bezgólové remíze až na penalty s poměrem 6:5.
Zúčastnil se Mistrovství světa ve fotbale 1990 v Itálii, kde československý tým vypadl ve čtvrtfinále s pozdějším vítězem Německem. Gólově se neprosadil, nastoupil ke 3 zápasům z celkových 5, které národní tým na turnaji odehrál.
Bilance Václava Němečka:
- za Československo: 40 zápasů, 17 výher, 13 remíz, 10 proher, 5 vstřelených gólů.
- za Českou republiku: 20 zápasů, 13 výher, 4 remízy, 3 prohry, 1 vstřelený gól.

### Reprezentační góly a zápasy
Góly Václava Němečka za reprezentační A-mužstvo Československa:
| Gól č. | Datum        | Stadion                                           | Soupeř          | Skóre (min.) | Výsledek | Soutěž                   | Gól          |
| ------ | ------------ | ------------------------------------------------- | --------------- | ------------ | -------- | ------------------------ | ------------ |
| 01     | 04. 9. 1991  | Tehelné pole, Bratislava                          | Francie         | 01:0 0(21.)  | 1:2      | kvalifikace na Euro 1992 | padl ze hry  |
| 02     | 025. 9. 1991 | Oslo, Norsko                                      | Norsko          | 00:1 0(18.)  | 2:3      | přátelské utkání         | padl ze hry  |
| 03     | 13. 11. 1991 | Estadio Ramón Sánchez Pizjuán, Sevilla, Španělsko | Španělsko       | 01:1 0(59.)  | 2:1      | kvalifikace na Euro 1992 | padl ze hry  |
| 04     | 023. 9. 1992 | Všešportový štadion, Košice                       | Faerské ostrovy | 01:0 0(23.)  | 4:0      | kvalifikace na MS 1994   | padl ze hry  |
| 05     | 14. 11. 1992 | Bukurešť, Rumunsko                                | Rumunsko        | 01:1 0(23.)  | 1:1      | kvalifikace na MS 1994   | pokutový kop |

Gól Václava Němečka za reprezentační A-mužstvo České republiky:
| Gól č. | Datum       | Stadion      | Soupeř     | Skóre (min.) | Výsledek | Soutěž                   | Gól         |
| ------ | ----------- | ------------ | ---------- | ------------ | -------- | ------------------------ | ----------- |
| 01     | 26. 4. 1995 | Letná, Praha | Nizozemsko | 02:1 0(58.)  | 3:1      | kvalifikace na Euro 1996 | padl ze hry |

| Rok    | Zápasy | Góly |
| ------ | ------ | ---- |
| 1988   | 7      | 0    |
| 1989   | 8      | 0    |
| 1990   | 5      | 0    |
| 1991   | 6      | 3    |
| 1992   | 7      | 2    |
| 1993   | 7      | 0    |
| Celkem | 40     | 5    |

| Rok    | Zápasy | Góly |
| ------ | ------ | ---- |
| 1994   | 6      | 0    |
| 1995   | 7      | 1    |
| 1996   | 7      | 0    |
| Celkem | 20     | 1    |

## Podnikatelská kariéra
V roce 1999, kdy skončil s fotbalem, se začal věnovat práci hráčského agenta FIFA. Mezi jeho akce patří např. přestup Pavla Krmaše z Hradce Králové do pražské Sparty. Ke konci roku 2012 tuto činnost nevykonával, licenci drží stále.
Václav Němeček je dále aktivní v několika obchodních společnostech, jedna z nich dováží do České republiky např. vína z Francie, kde využívá svých kontaktů z minulosti. Dále se věnuje novému lyžařskému areálu Obří sud Javorník ležící nedaleko Liberce. Ve společnosti Všesportovní areál OBŘÍ SUD JAVORNÍK s.r.o., která ho provozuje, má 70% obchodní podíl. V prosinci 2010 tam slavnostně otevřeli provoz nového areálu, od října 2018 je společnost v insolvenčním řízení.